# NGC 5209
NGC 5209 este o galaxie activă situată în constelația Fecioara. A fost descoperită în 23 ianuarie 1784 de către William Herschel. Se află la o distanță de 103,17 megaparseci de Pământ.